# Ara (bebida)
El ara, o arag, (tibetano y dzongkha: ཨ་རག་; Wylie: a-rag; 'alcohol, licor') es una bebida alcohólica tradicional consumida en Bután. El ara se elabora a partir de cebada, arroz, maíz, mijo o trigo nativos tolerantes a grandes altitudes y puede fermentarse o destilarse. La bebida suele ser de color transparente, cremoso o blanco.

## Producción
El ara se elabora generalmente a partir de arroz o maíz en casas particulares o granjas. El ara puede fermentarse o destilarse, y en Bután solo se produce y se consume legalmente en el ámbito privado. La producción de ara no está regulada en cuanto a método o calidad, y su venta está prohibida en Bután. Anteriormente, los particulares vendían ara a través de comerciantes a pesar de la prohibición y se enfrentaban a una dura represión gubernamental. Sin embargo, como el ara es mucho más rentable que otros productos derivados del maíz, muchos agricultores butaneses han presionado para que se introduzcan reformas legales. Mientras tanto, el gobierno de Bután tiene la intención de desalentar el consumo excesivo de alcohol, el abuso y las enfermedades asociadas mediante impuestos y regulaciones.
El ara también se produce con fines religiosos, especialmente en el este de Bután, donde sirve como ofrenda de Lhasoel en ciertos días auspiciosos. También se cree que el ara repele químicamente a las serpientes, y a veces los niños lo llevan consigo para protegerse.
Debido a los esfuerzos del gobierno para reducir la producción y el consumo de ara en el distrito de Lhuntse, al este de Bután, los lugareños reconocieron que se debería hacer algo para frenar la tradición típicamente butanesa del este de beber en exceso. La estrategia del gobierno es reducir gradualmente la producción y el consumo de ara hasta eliminarlo. El alcoholismo y la producción de ara han sido temas destacados de discusión política en Bután, especialmente a nivel local.

## Consumo
El ara se suele consumir caliente. Se puede servir solo, con aditivos suaves como mantequilla y huevo escalfado, o con aditivos más gruesos como huevo revuelto y arroz.